# Casa Heltai din Cluj-Napoca
Casa Heltai (numită și Casa Bocskai), aflată pe strada Matei Corvin nr.4, Cluj, a aparținut autorului, editorului și tipografului Kaspar Helth (magh. Gaspar Heltai), de origine sas. 

## Istoric
Clădirea a fost ridicată în secolul al XV-lea de către familia Eppel, ulterior ea devenind proprietate a familiei Heltai. În 1550 aici a fost amenajată cea dintâi tipografie din Cluj. Aici s-a născut, în 1557, Ștefan (István) Bocskai, unul dintre cei mai mari principi ai Transilvaniei, singurul principe născut la Cluj.
De-a lungul timpului clădirea a aparținut mai multor patricieni, apoi familiei Teleki, respectiv familiei Bethlen. Aici a funcționat între 1870 și 1890 poșta orașului. În prezent (2009), aici este sediul central al Universității Sapientia
, Universitatea Maghiară Ardeleană.